# پری دریایی کوچولو: آغاز آریل
پری دریایی کوچولو: آغاز آریل (انگلیسی: The Little Mermaid: Ariel's Beginning) یک فیلم به کارگردانی پگی هولمز است که در سال ۲۰۰۸ منتشر شد.